# Coprinellus truncorum
Coprinellus truncorum es una especie de hongo en la familia Psathyrellaceae. Es parte del grupo de hongos morfológicamente relacionados con Coprinellus micaceus, esta especie se diferencia de C. micaceus por su estipe suave , y por tener esporas elípticas. Aunque no ha sido demostrado de manera concluyente, es posible que esta especie sea conespecífica con  C. micaceus.